# 順淑帝姬
顺淑帝姬（1102年—1105年），宋徽宗之女。母杨贤妃。
宋徽宗崇寧二年三月封顺庆公主，公主四年三月早卒夭折，追封益国公主。政和三年（1113年），改公主号为帝姬，国号改为二字美名，政和四年十二月，追封顺淑帝姬。